# Baskin-Robbins
Baskin-Robbins – amerykańska sieć restauracji typu fast food specjalizująca się w produkcji lodów, mrożonych jogurtów, mrożonych deserów i napojów mrożonych.  
Firma została założona w 1945 roku przez Burtona Baskina i Irvina Robbinsa w Glendale w Kalifornii. Obecnie jej siedzibą jest miasto Canton w stanie Massachusetts. Sieć należy do firmy Inspire Brands. Baskin-Robbins ma swoje restauracje w ponad 50 krajach świata. Sieć ma ponad osiem tysięcy restauracji. 

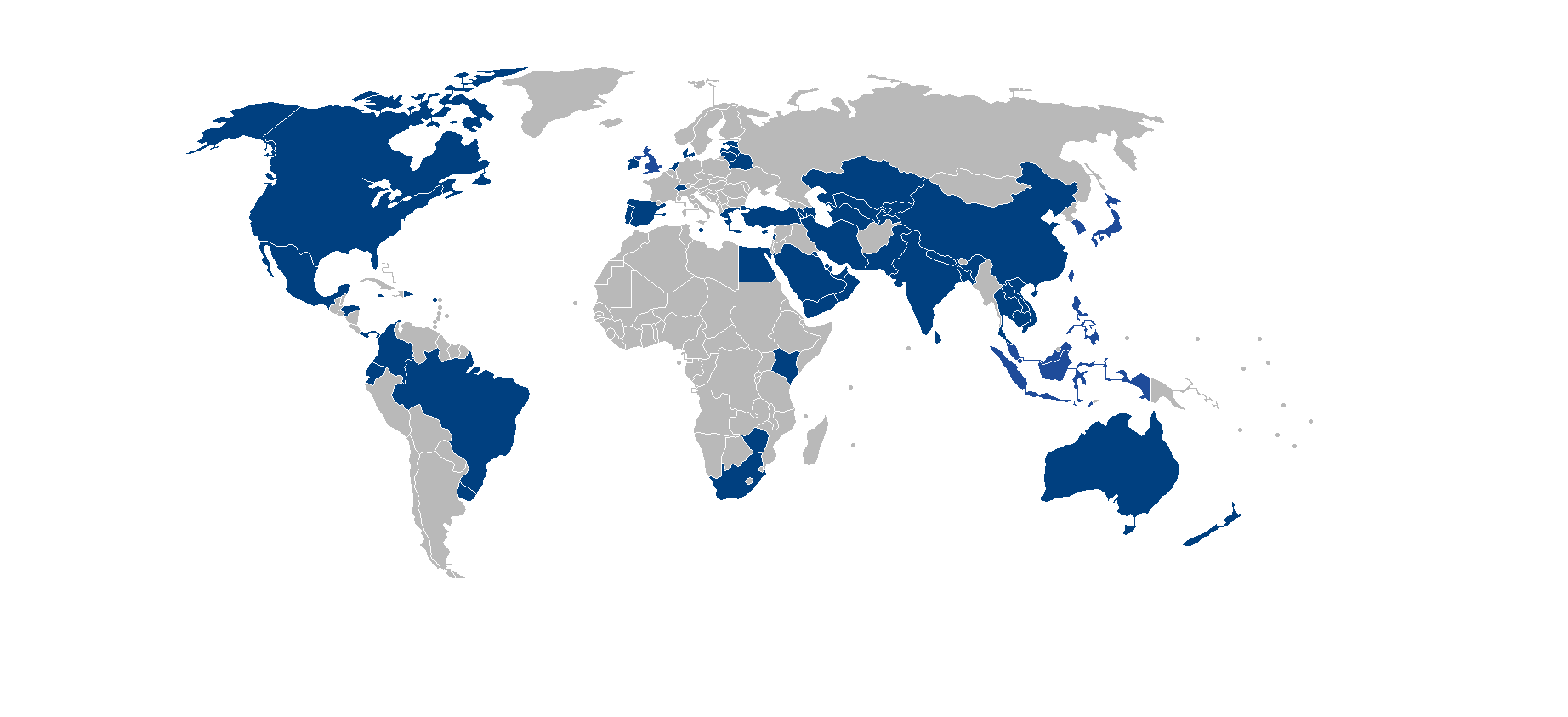
Baskin-Robbins na świecie (2009)